# Duguetia venezuelana
Duguetia venezuelana este o specie de plante angiosperme din genul Duguetia, familia Annonaceae, descrisă de Robert Elias Fries. Conform Catalogue of Life specia Duguetia venezuelana nu are subspecii cunoscute.